# Verkehrsgemeinschaft Landkreis Vechta

Logo der Verkehrsgemeinschaft Landkreis Vechta

Die Verkehrsgemeinschaft Landkreis Vechta ist ein Verkehrsverbund von sechs Busunternehmen im Landkreis Vechta.

Die Unternehmen befördern zusammen etwa 2,2 Millionen Menschen jährlich. Der Verkehrsverbund wurde am 1. August 2007 gegründet.

## Veränderung im ÖPNV im Landkreis Vechta
Durch Modernisierungsmaßnahmen sollte eine deutliche Verbesserung des ehemals maroden öffentlichen Personennahverkehrs im Landkreis Vechta erreicht werden.

### Integration der Schülerbeförderung in den ÖPNV
Durch Gründung der Verkehrsgemeinschaft 2007 wurde der Schulbusverkehr in den öffentlichen Nahverkehr integriert und seitdem immer stärker ausgebaut. Die größten Veränderungen vollzogen sich hierbei in der Kreisstadt Vechta. Viele große Regionallinienhaltestellen wurden ausgebaut (z. B. Schulzentrum Nord & Dominikanerweg) bzw. komplett neu errichtet (ZOB/Bf. Vechta & Burgstr./Altes Finanzamt).

### StadtBus Vechta
Das ÖPNV-Angebot in der Kreisstadt wurde mit der Einführung des Stadtbussystems Anfang 2008 stark verbessert. Mit der Einführung des Stadtbusses wurden in Vechta über 50 neue Haltestellen geschaffen. Der Stadtbus Vechta verkehrt auf vier Linien und beförderte im Jahr 2015 etwa 171.800 Fahrgäste. (siehe Hauptartikel StadtBus Vechta)

### Moobilplus Vechta
Gemeinsam mit dem Landkreis Vechta arbeitet der VGV seit 2010 an einer deutlichen Verdichtung des Busverkehrs. Seitdem werden langfristig eine stündliche Verbindung von den Städten und Gemeinden Visbek, Goldenstedt (einschließlich des Ortsteils Lutten), Bakum, Lohne und dem Vechtaer Ortsteil Langförden nach Vechta sowie stündliche Verbindungen von Damme, Steinfeld, Dinklage und Neuenkirchen-Vörden nach Lohne angestrebt.
Ergebnis dieser Bemühungen ist das Projekt „Moobilplus Vechta“ (Eigenschreibweise: „moobil+“), ein Anrufbussystem, das im November 2013, zunächst probeweise bis zum Oktober 2015, seinen Betrieb aufnahm. In dieses System sind alle Gemeinden des Landkreises Vechta einbezogen; die Stadt Vechta beteiligt sich finanziell allerdings nur für ihren Ortsteil Langförden, da der innerstädtische Verkehr in die Zuständigkeit des StadtBus fällt. Die Busse verkehren zwischen 6 und 20 Uhr regelmäßig mindestens alle zwei Stunden, auf den Strecken Steinfeld–Holdorf–Damme, Dinklage–Lohne sowie im Lohner Stadtverkehr stündlich. Auf zwei Linien verlassen Moobilplus-Busse den Landkreis Vechta: auf der Linie Dinklage–Quakenbrück (Anschluss an die Bahnstrecke Oldenburg–Osnabrück der NordWestBahn) und der Linie Vechta–Addrup.
Neben den klassischen, festen Haltestellen gibt es bei Moobilplus Vechta ein flächendeckendes Netz an sogenannten Bedarfshaltestellen. Diese werden nur angefahren, wenn die Fahrt mindestens 60 Minuten vorher telefonisch bei der Mobilitätszentrale oder im Internet gebucht wurde. So konnte ein Haltestellennetz eingerichtet werden, dass so dicht ist, dass nahezu alle Bürger im Landkreis im Umkreis von etwa 500 Metern ihre Haltestelle vorfinden.
Folgende Ergebnisse waren im Mai 2015 zu verzeichnen:
- über 5.700 registrierte Kunden
- über 82.000 Anrufe in der Mobilitätszentrale
- über 17.000 Besucher bei Facebook / über 45.000 Besucher auf www.moobilplus.de
- 78 ehrenamtliche moobil+Berater in allen Kommunen
- 29 neu geschaffene Arbeitsplätze
- 521 Haltestellen (vorher etwa 220) auf 15 Linien[3]

| Jahr | Fahrgastzahl |
| ---- | ------------ |
| 2015 | 106.077      |
| 2016 | 140.000      |
| 2017 | 150.000      |
| 2018 | 129.436      |
| 2019 | 130.776      |
| 2020 | 84.412       |
| 2021 | 82.351       |
| 2022 | 128.000      |

### Weitere Neuerungen
- Die Buslinien werden nach und nach auf die Taktzeiten der NordWestBahn abgestimmt.
- Nach und nach werden ältere Fahrzeuge durch Niederflurbusse ersetzt, die vor allem behinderten und älteren Bürgern den Ein- und Ausstieg erleichtern.

## Linienverkehr
Linienverkehr Stadt Vechta
| Linie | Verlauf                      | VGV-Subunternehmen | Start | Anmerkung |
| ----- | ---------------------------- | ------------------ | ----- | --------- |
| 691   | Langförden–Calveslage–City   | Weser-Ems-Bus      | 2007  |           |
| 601   | Oythe–Innenstadt–Telbrake    | Wilmering          | 2008  | Kleinbus  |
| 602   | Vechta/West–Innenstadt–Welpe | Wilmering          | 2008  | Kleinbus  |
| 603   | Vechta/Nord–Innenstadt–Hagen | Wilmering          | 2008  | Kleinbus  |
| 604   | Stukenborg–Innenstadt–Hagen  | Wilmering          | 2008  | Kleinbus  |
| 690   | Langförden–Deindrup          | Wilmering          | 2007  |           |
| V1    | Hagen–Innenstadt             | Wilmering          | 2007  |           |
| V2    | Vechta/West–Innenstadt–Hagen | Wilmering          | 2007  |           |
| V3    | Oythe–Stukenborg             | Wilmering          | 2007  |           |

Linienverkehr Landkreis Vechta
| Linie                     | Verlauf                                     | VGV-Subunternehmen | Start |
| ------------------------- | ------------------------------------------- | ------------------ | ----- |
| 695                       | Dinklage – Märschendorf – Vechta            | Schomaker          | 2007  |
| 696                       | Damme – Steinfeld – Lohne – Vechta          | Weser-Ems-Bus      | 2007  |
| 606 ehem. 139             | Diepholz – Lohne – Vechta – Diepholz        | Weser-Ems-Bus      | 2007  |
| 175 (Verkehr eingestellt) | Twistringen – Goldenstedt – Vechta          | Weser-Ems-Bus      | 2009  |
| 600                       | Ahlhorn – Vechta – Lohne                    | Weser-Ems-Bus      | 2007  |
| 611                       | Carum – Bakum – Vechta                      | Wilmering          | 2007  |
| 612                       | Harme – Lohe – Bakum – Vechta               | Wilmering          | 2007  |
| 613                       | Hausstette – Carum – Lüsche                 | Wilmering          | 2007  |
| 640                       | Goldenstedt – Rechterfeld – Visbek          | A. Friedt          | 2007  |
| 661                       | Lohne – Dinklage                            | Schomaker          | 2007  |
| 662                       | Lohne – Nordlohne                           | Schomaker          | 2007  |
| 663                       | Brägel – Lohne                              | Schomaker          | 2007  |
| 664                       | Lohne – Steinfeld                           | Schomaker          | 2007  |
| 692                       | Visbek – Holtrup – Bergstrup – Vechta       | Wilmering          | 2007  |
| 693                       | Einen – Goldenstedt – Lutten – Vechta       | A. Friedt          | 2007  |
| 694                       | Essen (Oldb) – Vechta                       | Wilmering          | 2009  |
| 938                       | Vechta – Bakum – Schwichteler – Cloppenburg | Wilmering          | 2007  |
| 970                       | Vechta – Emstek – Cloppenburg               | Wilmering          | 2007  |

Eventverkehr
| Linie | Verlauf                                          | VGV-Subunternehmen  | Start |
| ----- | ------------------------------------------------ | ------------------- | ----- |
| S10   | Essen – Bakum – Vechta / Stoppelmarkt            | Wilmering           | 2007  |
| S20   | Diepholz – Vechta/Stoppelmarkt                   | Wilmering           | 2007  |
| S30   | Langförden–Holtrup–Stoppelmarkt                  | Wilmering           | 2007  |
| S40   | Hagen-West–Stoppelmarkt                          | Wilmering           | 2007  |
| S50   | Hagen–Innenstadt–Stoppelmarkt                    | Wilmering           | 2007  |
| S60   | Visbek – Astrup – Vechta/Stoppelmarkt            | Wilmering           | 2007  |
| S13   | Holdorf – Brockdorf – Vechta/Stoppelmarkt        | Schomaker           | 2007  |
| S21   | Dinklage – Märschendorf – Vechta/Stoppelmarkt    | Kohorst Reisen GmbH | 2007  |
| S41   | Langenberg – Steinfeld – Vechta/Stoppelmarkt     | Schomaker           | 2007  |
| S11   | Lohne (Innenstadt) – Vechta/Stoppelmarkt         | Schomaker           | 2007  |
| S12   | Lohne (Voßberg) – Vechta/Stoppelmarkt            | Schomaker           | 2007  |
| F3    | Goldenstedt – Lutten – Vechta/Stoppelmarkt       | A. Friedt           | 2007  |
| F4    | Barnstorf – Lahrheide – Vechta/Stoppelmarkt      | A. Friedt           | 2007  |
| S91   | Dinklage – Damme (Karneval)                      | Kohorst             | 2007  |
| H94   | Bersenbrück – Damme (Karneval)                   | Hedemann            | 2007  |
| S90   | Lohne – Damme (Karneval)                         | Schomaker           | 2007  |
| S     | Oldenburg – Großenkneten – Vechta (Stoppelmarkt) | Weser-Ems-Bus       |       |

## Haltestellen
Die VGV fährt (ohne Berücksichtigung von Moobilplus) über 250 Haltestellen an. Moobilplus-Busse können von 521 Haltestellen (Stand Mai 2015) aus bestiegen werden. Die drei VGV-Haltestellen mit den meisten Fahrgästen sind:
- Zentraler Omnibusbahnhof Vechta, Anschluss an die NordWestBahn Richtung Osnabrück; Richtung Bremen
- Zentraler Omnibusbahnhof Damme
- Zentraler Omnibusbahnhof Lohne

## Beteiligte Verkehrsunternehmen
- Friedt Omnibusunternehmen
- Hedemann Reisedienst GmbH
- Kohorst Reisen GmbH
- Schomaker Reisen
- Weser-Ems Busverkehr GmbH
- Omnibus Wilmering GmbH & Co. KG